# Ханли, Хорас Лоусон
Хорас Лоусон Ханли (англ. Horace Lawson Hunley; 20 июня 1823, округ Самнер, Теннесси — 15 октября 1863, Чарлстон, Южная Каролина) — американский изобретатель XIX века. Во время Гражданской войны в США создал подводную лодку H. L. Hunley — первую субмарину, успешно потопившую вражеский корабль.
Погиб при испытаниях субмарины 15 октября 1863 года. 8 ноября похоронен с воинскими почестями на кладбище «Магнолия» в Чарлстоне.